# Povere figlie di Maria Santissima Incoronata
Le Povere Figlie di Maria Santissima Incoronata, Adoratrici perpetue del Sacro Cuore di Gesù sono un istituto religioso femminile di diritto pontificio.

## Storia
La congregazione fu fondata nel 1897 a Mantova da Teresa Fardella, moglie del capitano Raffaele De Blasi, un ufficiale di artiglieria: le prime regole dell'istituto furono redatte dal sacerdote mantovano Francesco Gasoni con l'aiuto dei gesuiti.
Nel 1937 all'istituto si unirono le Figlie espiatrici dei Sacri Cuori di Gesù e Maria, fondate a Trapani dalla stessa Teresa Fardella per la gestione del Piccolo rifugio della Divina Provvidenza.
L'istituto ricevette il pontificio decreto di lode il 30 aprile 1940 e le sue costituzioni ricevettero l'approvazione definitiva il 25 giugno 1955.

## Attività e diffusione
Le suore si dedicano alla cura dell'infanzia e all'assistenza ad anziani e ammalati.
La sede generalizia è a Roma.
Alla fine del 2015 l'istituto contava 125 religiose in 17 case.